# Zeiselbach (Tegernsee)
Der Zeiselbach ist ein oberbayrischer Gebirgsbach, der in den Tegernsee mündet. Der Bach verläuft während seines gesamten Verlaufes auf dem Gemeindegebiet der Gemeinde Bad Wiessee. Die Quellen des Zeiselbaches liegen unterhalb der Aueralm auf ca. 1240 Metern ü. N.N.
Ab dem Zufluss des Grundneralmgrabens verläuft neben dem Zeiselbach eine Forststraße, welche den Bachverlauf über fast die ganze Länge verfolgt. Im unteren Bereich des Baches ist der Zeiselbach wie alle größeren Bäche rund um den Tegernsee aus Hochwasserschutzmaßnahmen verbaut. Kurz vor seiner Mündung in den Tegernsee fließt der Bach direkt durch das Ortszentrum von Bad Wiessee.